# Wodyetia bifurcata
Cau đuôi chồn hay còn gọi cau đuôi cáo, danh pháp khoa học: Wodyetia bifurcata là loài thực vật có hoa thuộc họ Arecaceae, cây có nguồn gốc từ bang Queensland, Úc. Loài này được A.K.Irvine miêu tả khoa học đầu tiên năm 1983.

## Hình ảnh

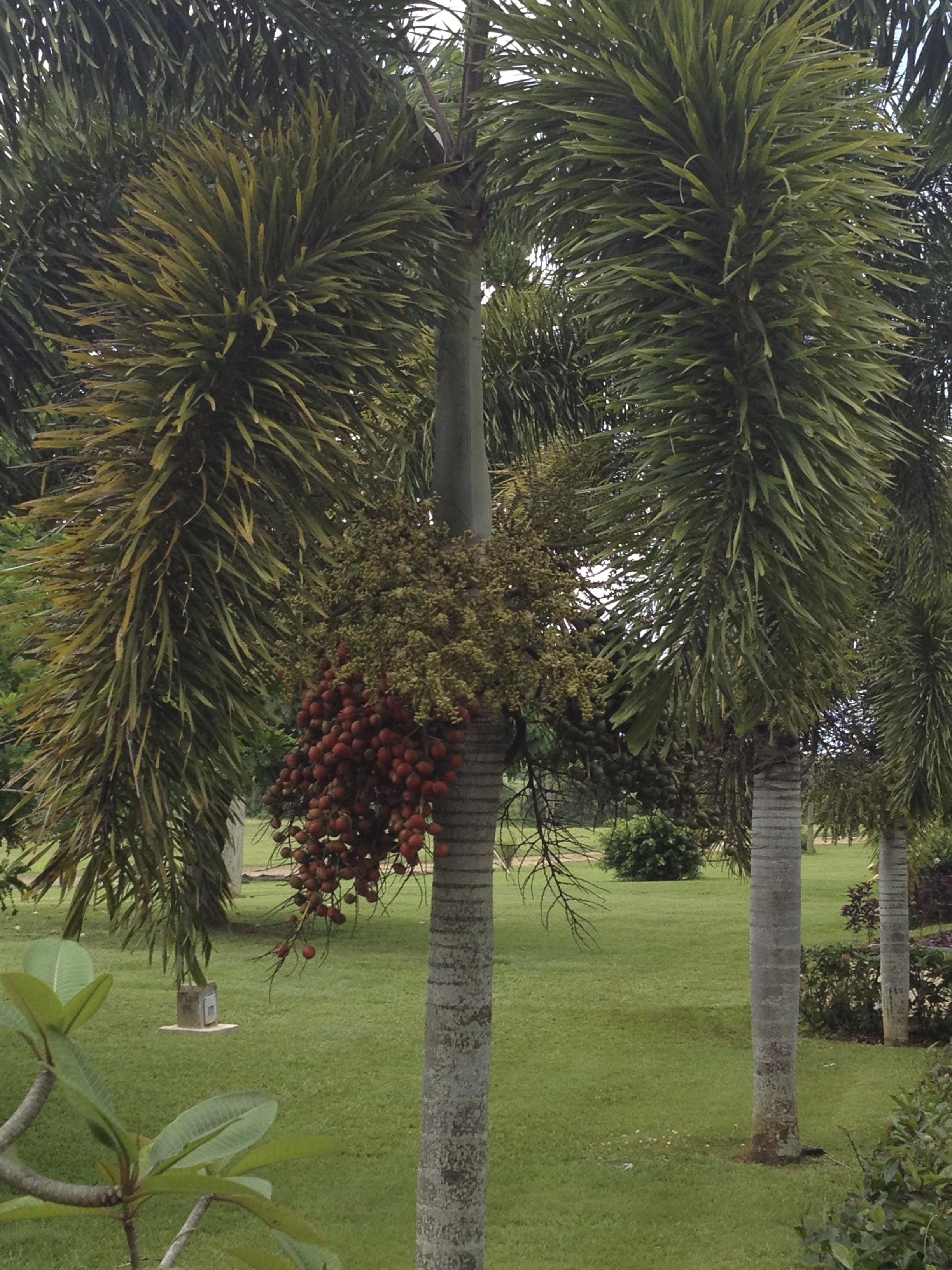
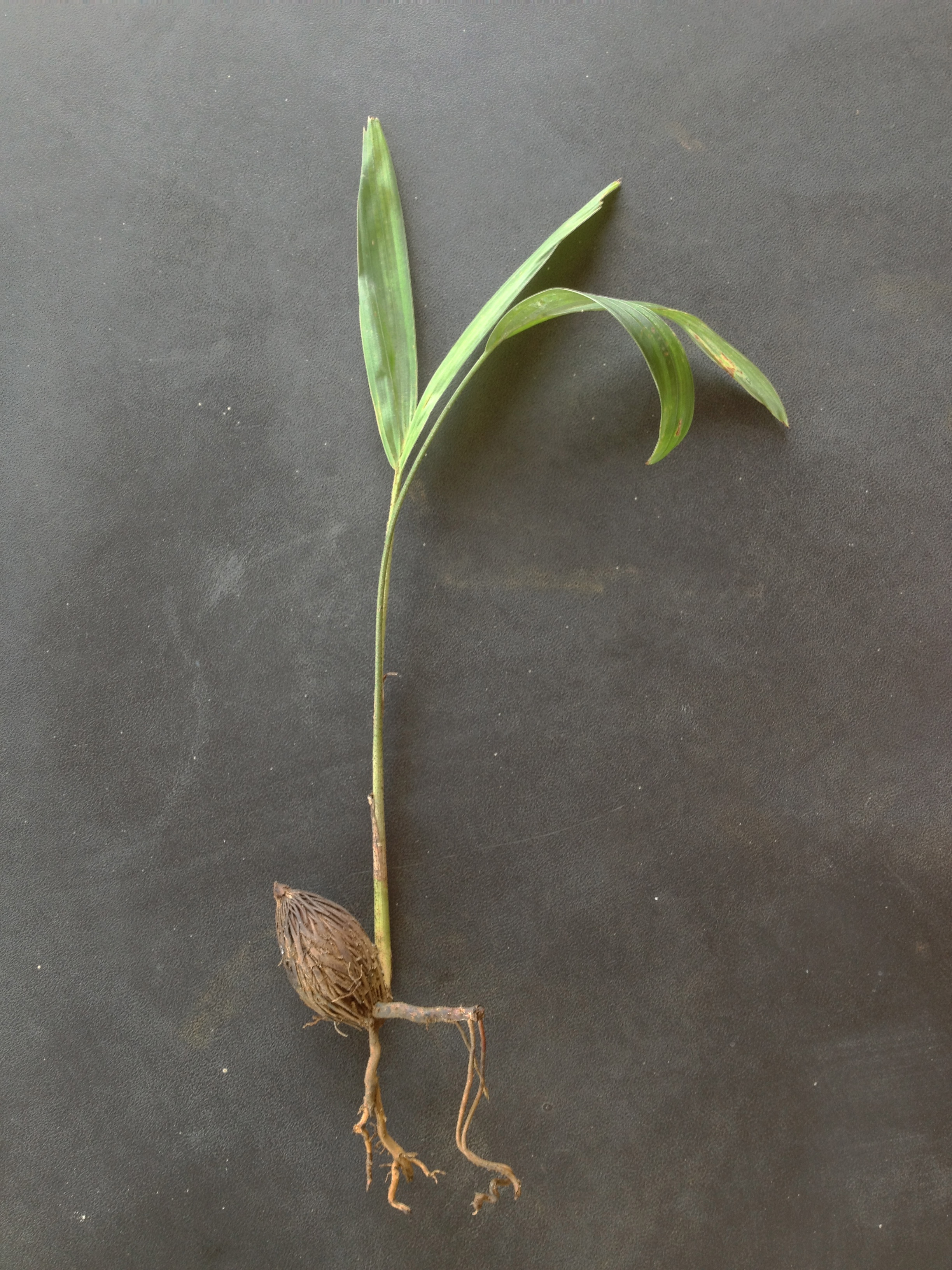
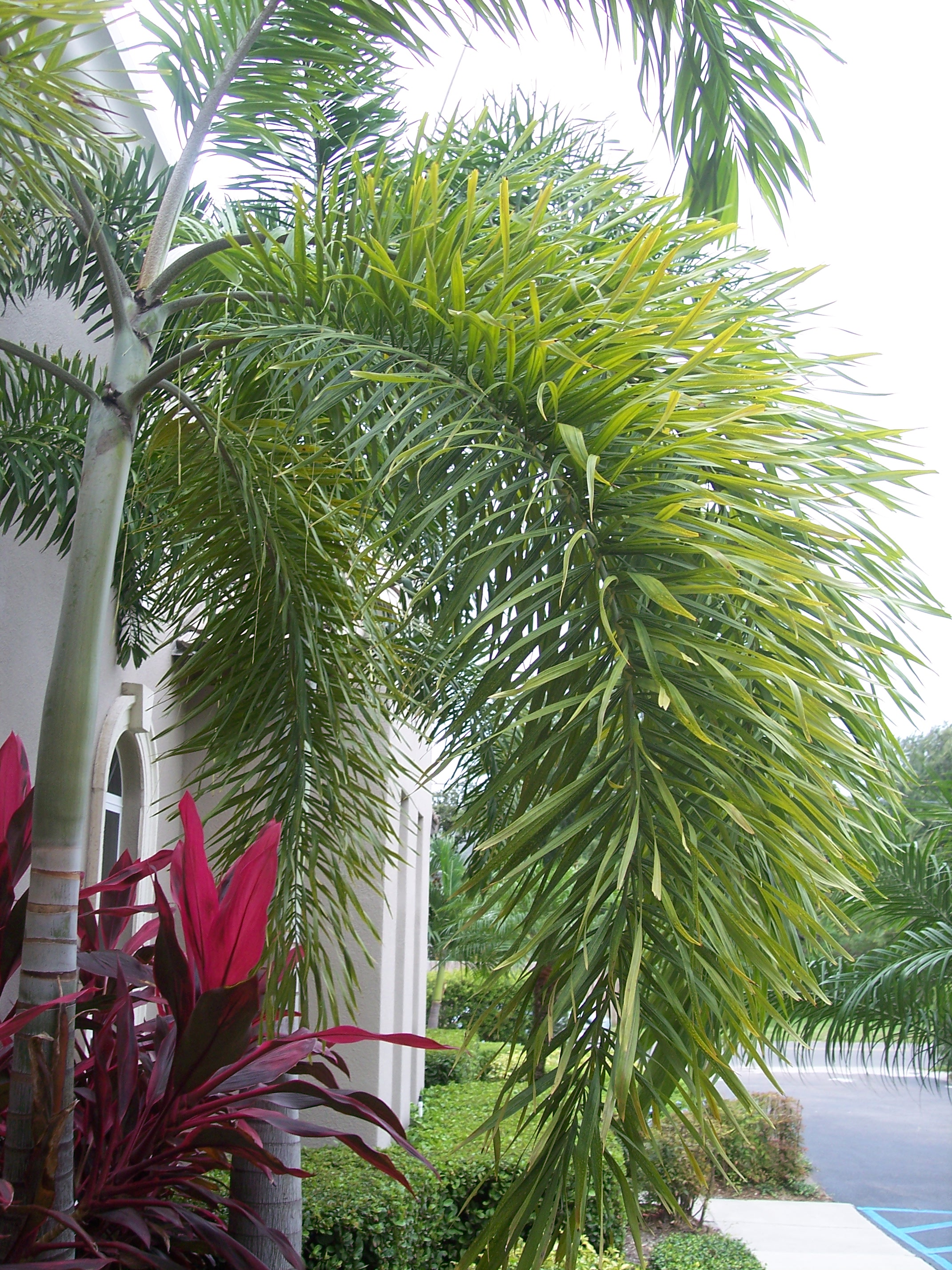
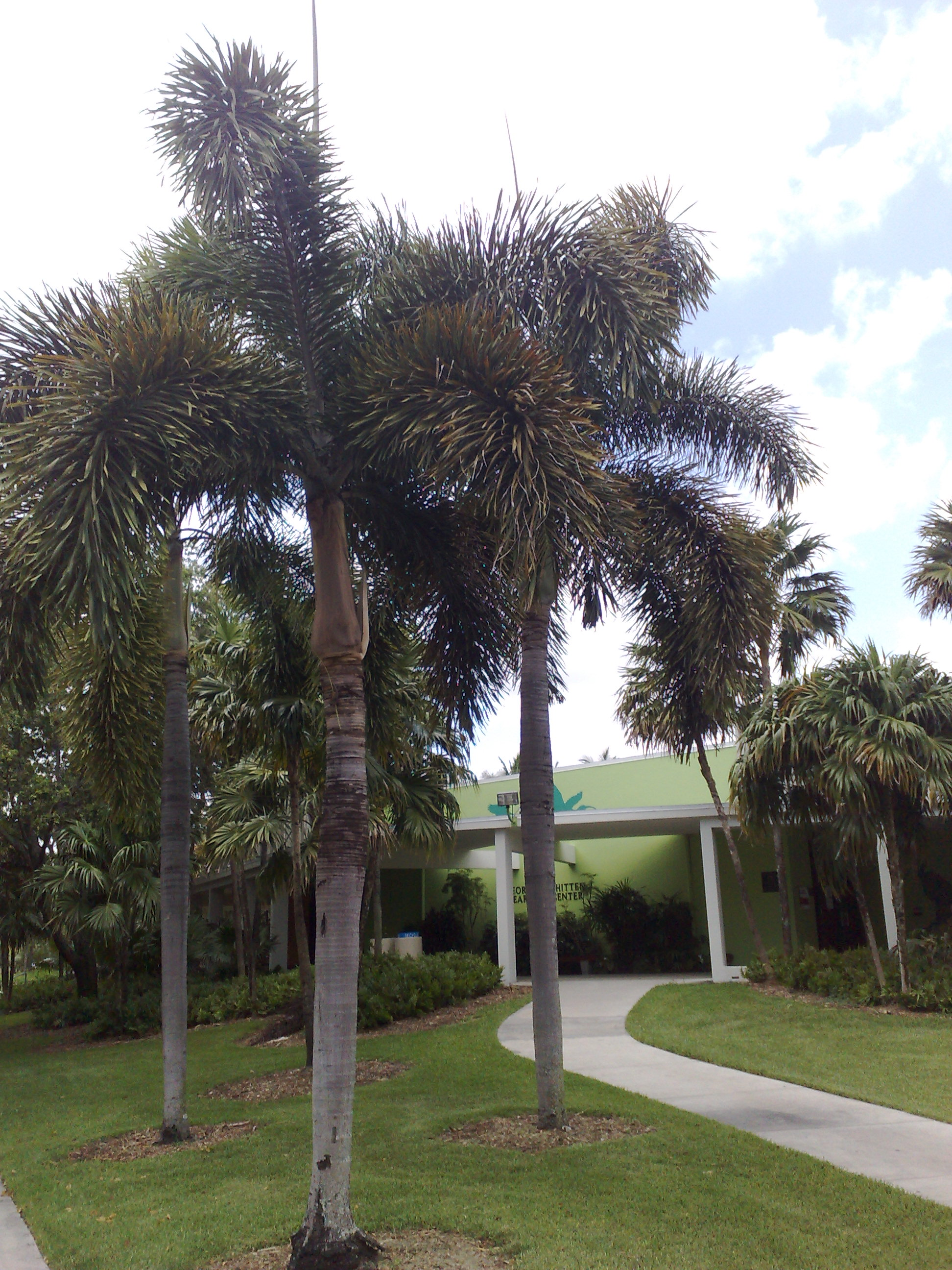